# Nicola Farron
Nicola Farron, właśc. Nicola Puddu (ur. 8 lutego 1964 w Oristano) – włoski aktor.

## Wybrana filmografia
- 1987: Wyliczanka – Ben Ritchie
- 1987: Złote okulary – Eraldo
- 1995: Il cielo è sempre più blu